# 加治田村
加治田村（かじたむら）は、かつて岐阜県加茂郡に存在した村である。
現在の加茂郡富加町東部（富加町加治田）に該当する。

## 歴史
- 江戸時代末期、この地域は美濃国加茂郡であり、尾張藩領、天領、旗本大嶋氏知行地であった。
- 1875年（明治8年） - 加治田村、絹丸村、川小牧村が合併し、加治田村となる。
- 1889年（明治22年）7月1日 - 町村制施行に伴い、加治田村が発足。
- 1895年（明治28年） - 旧・川小牧村の区域が分離し、大平賀村に編入される。
- 1913年（大正2年）7月1日 - 富岡村の一部（川小牧）が分離し、加治田村に編入される。
- 1954年（昭和29年）7月1日 - 富田村と加治田村が合併し、富加村となる。

## 学校
- 加治田村立加治田小学校

## 史跡
- 加治田城址

## 神社・仏閣
- 伊和神社
- 清水寺（坂上田村麻呂が蝦夷へ向かう途中、創建したと伝えられる）